# Adolf Hermann Kolbe
Adolph Wilhelm Hermann Kolbe, nemški kemik, * 27. september 1818, Elliehausenu blizu Göttingena, Hanoversko kraljestvo, † 25. november 1884, Leipzig, Nemško cesarstvo.
Že zelo zgodaj je pokazal veliko zanimanja za znanost, v kemijo pa ga je uvedel sošolec. V svojem znanstvenem življenju je največ prispeval z rojstvom sodobne organske kemije. Kolbe je prvi uporabil izraz sinteza v kemičnem kontekstu in prispeval k razvoju strukturne teorije. Med drugim je bil poznan tudi po dolgoletnem urejanju revije Journal für Praktische Chemie. Kolbe je umrl zaradi srčnega napada v Leipzigu 25. novembra 1884.

## Izobrazba
Adolph Wihelm Hermann Kolbe ali krajše Hermann Kolbe je bil nemški kemik, ki se je rodil 27. septembra leta 1818 blizu mesta Göttingen. Bil je najstarejši izmed petnajstih otrok. Bil je sin luteranskega pastorja in živel v mestih Elienhausen in Stockheim. Hermannova mati Auguste je bla hči profesorja anatomije AF Hempela na Univerzi v Gottingenu. 
Kolbe je zgodaj pokazal zanimanje za znanost. Ko je pri štirinajstih letih vstopil na gimnazijo Göttingen, ga je v kemijo uvedel sošolec, ki je ta predmet študiral pri Robertu Bunsenu, takratnem docentu na univerzi. Kolbe je kasneje povedal, da ga je to srečanje pripeljalo do tega, da je za svojo kariero izbral kemijo. Leta 1838 je vstopil na univerzo v Göttingenu, kjer je Wöhler pred kratkim začel poučevati kemijo. Ko je bil študent, je spoznal Berzeliusa, ki je bil na obisku pri Wöhlerju in je bil nad njim zelo navdušen; Berzelius se je pozneje zelo zanimal za Kolbejevo prvo večjo raziskavo.
Leta 1842 je Kolbe objavil svoj prvi kratek članek o fuzelnem olju in začel delati na svoji doktorski dizertaciji. Medtem ko je bila ta dizertacija v teku, so mu ponudili asistentsko mesto pri Bunsenu, ki je bil poklican v Marburg. Sprejel je in zaključil diplomsko delo v Marburgu. Tam je izpopolnil svoje znanje o Bunsenovih metodah plinske analize.
Leta 1845 je Lyon Playfair na šoli za rudarstvo v Londonu preučeval ognjeni plin v rudnikih premoga in je potreboval kemika, usposobljenega za izvajanje plinskih analiz. Prosil je Bunsena, naj nekoga priporoči. Bunsen je predlagal Kolbeja, ki je jeseni tega leta odšel v London in ostal do leta 1847. Spoznal je večino angleških kemikov in postal tesen prijatelj Edwarda Franklanda.

## Kasnejše življenje
Spomladi leta 1847 se je vrnil v Marburg v spremstvu Franklanda in nekaj časa sta nadaljevala skupne študije. Jeseni istega leta se je Kolbe lotil nove dejavnosti. Kolbe je sodeloval pri urejanju revije Handwörterbuch der Chemie, ki ga je izdalo založniško podjetje Vieweg and Son. Prosili so ga, naj nadaljuje s tem delom in se je v ta namen preselil v Brunswick. Ker je začasno opustil večino svojega eksperimentalnega dela, se je lotil literarne dejavnosti, ki jo je nadaljeval do konca življenja. V tem obdobju je razvil številne teoretične zamisli, ki jih je preizkušal v laboratoriju.
Kolbe se je vrnil na univerzo leta 1851. Leta 1853 se je poročil z najmlajšo hčerko generala Bardelebena. v naslednjih štirinajstih letih je razvijal svoje teoretične zamisli in napisal obsežen učbenik kemije.
Leta 1865 je bil poklican v Leipzig, kjer je zgradil največji in najbolje opremljen kemijski laboratorij svojega časa, dokončan leta 1868. Kolbe je večino poučevanja izvajal v laboratoriju in ne v predavalnici. Leta 1870 je prevzel uredništvo revije Journal für praktische Chemies, v kateri je izrazil osebno mnenje o stanju kemije. Smrt njegove žene leta 1876 ga je močno potrla, kmalu zatem pa je njegovo zdravje začelo slabeti. S pisanjem je nadaljeval do svoje smrti leta 1884.

## Kemijske raziskave
Prepričanje 19. stoletja je bilo, da organske snovi nastajajo izključno v živih organizmih, saj je za njihovo pretvorbo potrebna življenjska sila. Zmotno prepričanje je ovrgel kemik Friedrich Wöhler, ki je sintetiziral sečnino iz anorganskih snovi. Kljub pomembnemu odkritju nekateri kemiki še vedno niso verjeli v sintezo organskih snovi iz anorganskih. Wöhlerjevo teorijo je Kolbe potrdil s pretvorbo ogljikovega disulfida v ocetno kislino. Pripravil je tudi salicilno kislino, ki je gradnik aspirina, v procesu, imenovanem Kolbejeva sinteza. Za svoje delo je bil tudi nagrajen z Davyjevo medaljo. Bil je prvi, ki je uporabil besedo sinteza v njenem današnjem pomenu in prispeval številne nove kemijske reakcije.

### Ogljikov disulfid
Ogljikov disulfid je brezbarvna, hlapna in vnetljiva tekočina s kemijsko formulo CS2. Ogljikov disulfid je nevaren in lahko usoden, če se tekočina pogoltne ali vdihne. Spojina se pogosto uporablja kot strukturni blok v organski kemiji in tudi v industriji. Uporablja se pri proizvodnji viskoze in mehke tkanine ali pa kot insekticid za zaplinjevanje zrn drevesnic, pri konzerviranju svežega sadja in kot razkužilo tal proti žuželkam. Ogljikov disulfid je topilo za fosfor, žveplo, selen, brom, jod, maščobe, smole, gumo in asfalt. Majhne količine ogljikovega disulfida se sproščajo med vulkanskimi izbruhi, prisoten je tudi v močvirjih. V  preteklosti se je proizvajal s sintezo iz oglja, koksa in žvepla pri visokih temperaturah. Sodobna sinteza poteka pri nižji temperaturi. Kot vir ogljika pa se uporablja naravni plin metan. Reakcijo katalizirajo aluminijevi katalizatorji.

### Ocetna kislina
Ocetna (etanojska) kislina je druga najpreprostejša karboksilna kislina, pomemben kemični reagent in industrijska kemikalija, ki se večinoma uporablja pri proizvodnji celuloznega acetata za fotografske filme in polivinil, acetata za lepilo za les, pa tudi sintetičnih vlaken in tkanin. Ocetna kislina je rahlo jedka za kovine, vključno z železom, magnezijem in cinkom, tvori vodikov plin in soli, imenovane acetati. Ocetna kislina se pogosto uporablja, kot topilo za reakcije, ki vključujejo karbokatione.